# Zdzisławice (wieś w województwie lubelskim)
Zdzisławice – wieś sołecka w Polsce położona w województwie lubelskim, w powiecie janowskim, w gminie Dzwola.

## Krótki opis
W latach 1975–1998 miejscowość administracyjnie należała do województwa tarnobrzeskiego. Według Narodowego Spisu Powszechnego (III 2011 r.) liczyła 338 mieszkańców i była ósmą co do wielkości miejscowością gminy Dzwola. Zdzisławice leżą na terenie Parku Krajobrazowego, z którego bogactwa w runo leśne korzysta ludność z ościennych miejscowości. Zdzisławice to także prężnie rozwijające się zakłady pracy, takie jak Zakład Drzewny oraz Stacja Kontroli Pojazdów. Pomiędzy obu częściami miejscowości powstają stawy rybne oraz kąpielisko do celów agroturystycznych.
Bielaki – część wsi Zdzisławice, przed 1718 r. powstała tu osada leśna. W skład Zdzisławic weszły w roku 1831.

## Historia
Początki wsi sięgają 1718 r., kiedy to wzmiankowano osadę Bielaki. W 1805 r. liczyła ona 15 domów. W 1831 r. w rezultacie przeprowadzonej regulacji gruntów, na bazie starych osad utworzono wieś Zdzisławice. Jednocześnie powstała druga część wsi, Boreczki, gdzie osadzono 16 rodzin. W połowie XIX w. wieś liczyła 38 gospodarzy, była karczma, nieco później powstała leśniczówka. W 1916 r. powstała szkoła powszechna. W 1921 r. Zdzisławice liczyły 91 domów i 456 mieszkańców. W 1956 r. powstała jednostka OSP.